# Августа Ройс-Кьостриц
Августа Матилда Вилхелмина Ройс-Кьостриц (на немски: Auguste Mathilde Wilhelmine Reuss-Köstritz; * 26 май 1822, Клипхаузен; † 3 март 1862, Шверин) от род Ройс (младата линия), е принцеса на Ройс-Кьостриц и чрез женитба велика херцогиня на Мекленбург-Шверин (1849 – 1862).

## Произход
Тя е втората дъщеря (третото дете) на княз Хайнрих LXIII Ройс-Шлайц-Кьостриц (1786 – 1841) и първата му съпруга графиня Елеонора фон Щолберг-Вернигероде (1801 – 1827), дъщеря на граф Хайнрих фон Щолберг-Вернигероде (1772 – 1854) и принцеса Каролина Александрина Хенриета Жанета (Жѐни) фон Шьонбург-Валденбург (1780 – 1809). Майка ѝ Елеонора умира на 25 години след раждането на последния ѝ брат. Баща ѝ се жени втори път във Вернигероде на 11 май 1828 г. за нейната сестра графиня Каролина фон Щолберг-Вернигероде (1806 – 1896).
Августа Ройс-Кьостриц умира на 3 март 1862 г. на 39 години в Шверин, Мекленбург-Предна Померания.

- Августа Ройс-Кьостриц
- Паметна плоча за Августа, дворец Шверин
- Паметната плоча от 1904/05 г. за великата херцогиня Августа Ройс-Кьостриц

## Фамилия
Августа Ройс-Кьостриц се омъжва на 3 ноември 1849 г. в Лудвигслуст за велик херцог Фридрих Франц II фон Мекленбург-Шверин (* 28 февруари 1823, Лудвигслуст; † 15 април 1883, Шверин), син на велик херцог Павел Фридрих фон Мекленбург-Шверин (1800 – 1842) и принцеса Александрина Пруска (1803 – 1892), дъщеря на пруския крал Фридрих Вилхелм III (упр. 1797 – 1840) и херцогиня Луиза фон Мекленбург-Щрелиц (1776 – 1810). Те имат шест деца:
- Фридрих Франц III фон Мекленбург-Шверин (* 19 март 1851, Лудвигслуст; † 10 април 1897, от падане в Кан), велик херцог (1883 – 1897), женен на 12 януари 1879 г. в Санкт Петербург за велика княгиня Анастасия Михайловна от Русия (* 28 юли 1860; † 11 март 1922), дъщеря на велик княз Михаил Николаевич
- Паул Фридрих Вилхелм Хайнрих (* 19 септември 1852, Лудвигслуст; † 17 май 1923, Лудвигслуст), херцог, женен на 5 май 1881 г. в Шверин за принцеса Мария фон Виндиш-Грец (* 11 декември 1856; † 9 юли 1929)
- Мария Павловна Мекленбургска (* 14 май 1854, Лудвигслуст; † 6 септември 1920, Франция), омъжена на 28 август 1874 г. в Санкт Петербург за великия княз Владимир Александрович (* 22 април 1847; † 17 февруари 1909), син на цар Александър II (1818 – 1881)
- Николаус Александер Фридрих Хайнрих (* 18 август 1855; † 23 януари 1856, Доберан)
- Йохан Албрехт Ернст Константин Фридрих Хайнрих (* 8 декември 1857, Шверин; † 16 февруари 1920, Вилиград), женен I. 1886 г. за принцеса Елизабет Сибила фон Саксония-Ваймар-Айзенах (* 28 февруари 1854, Ваймар; † 10 юли 1908, дворец Вилиград), II. на 15 декември 1909 г. в Брауншвайг за принцеса Елизабет фон Щолберг-Росла (* 23 юни 1885, Росла; † 16 октомври 1969, Еутин)
- Александер Теодор Георг Фридрих Хайнрих (*/† 13 август 1859, Доберан)

Нейният съпруг Фридрих Франц II се жени втори път на 4 юли 1864 г. в Дармщат за принцеса Анна фон Хесен-Дармщат (1843 – 1865) и трети път на 4 юли 1868 г. за принцеса Мария Каролина Августа фон Шварцбург (1850 – 1922).